# Akintunde Akinwande
Akintunde Ibitayo Akinwande é um professor de engenharia americano e nigeriano do Departamento de Engenharia Eléctrica e Ciência da Computação do Instituto de Tecnologia de Massachusetts.

## Cargos académicos e associações
- Professor visitante do Departamento de Engenharia da Universidade de Cambridge[4]
- Fellow do Churchill College de 2002 a 2003.[5]
- Membro do Conselho de Nanotecnologia do IEEE.[6]

## Publicações
Ele é autor de mais de 100 periódicos e publicações.